# Collinsville (Texas)
Pour les articles homonymes, voir Collinsville.
Collinsville est une ville située à l'ouest du comté de Grayson, au Texas, aux États-Unis,.

## Démographie
Lors du recensement de 2010, la ville comptait une population de 1 624 habitants. Elle est également estimée, en 2016, à 1 730 habitants.

### Source de la traduction
- (en) Cet article est partiellement ou en totalité issu de l’article de Wikipédia en anglais intitulé « Collinsville, Texas » (voir la liste des auteurs).